# گمینا میاستکو
گمینا میاستکو (به لهستانی:  Gmina Miastko) یک گمینا در لهستان است که در شهرستان بتوف واقع شده‌است. گمینا میاستکو ۴۶۶٫۸۲ کیلومتر مربع مساحت و ۱۹٬۷۶۵ نفر جمعیت دارد.